# كيف تمارس الحب مثل الممثلة الاباحية: قصة تحذيرية
كيف تمارس الحب مثل الممثلة الاباحية: قصة تحذيرية (بالإنجليزية: How to Make Love Like a Porn Star: A Cautionary Tale)‏ هو كتاب ترجمة ذاتية للممثلة الإباحية جينا جيمسون, نشر في 17 أغسطس 2004، وشاركت في كتابته نيل شتراوس, بمساهمة النيو يورك تايمز ورولينغ ستون ونشر من قبل ريغان بوكس (ReganBooks) وتقسيم هاربركولينز HarperCollins. كان من الكتب الأكثر مبيعاً خلال ستة أسابيع في "قائمة نيو يورك للأكثر مبيعاً". فاز الكتاب أيضاً بجائزة "(Mainstream's Adult Media Favorite) بالتعادل مع مسلسل (Family Business) للمخرج سيمور بوتس.

## فهرس المحتويات
- المقدمة
- الكتاب الأول: زخرفة العالم الجديدة (بالإنجليزية: Book I: The World's Fresh Ornament)‏
- الكتاب الثاني: السجين المائع محتجز في جدران من زجاج (بالإنجليزية: Book II: A Liquid Prisoner Pent in Walls of Glass)‏
- الكتاب الثالث: منجل الوقت (بالإنجليزية: Book III: Time's Scythe)‏
- الكتاب الرابع: ممثلة ناقصة على المسرح (بالإنجليزية: Book V: Trophies of Lovers Gone)‏
- الكتاب الخامس: اختتام لطيف من صدري (بالإنجليزية: Book VI: The Gentle Closure of My Breast)‏

## الفيلم
أعربت جينا جيمسون عن اهتمام الممثلة سكارليت جوهانسون للعب دورها في النسخة السينمائية للكتاب لكن صرح وكيل جينا جيمسون أن سكارليت جوهانسون ليس لها أي اهتمام بهذا الدور.